# Heinrich Rohrer
Pour les articles homonymes, voir Rohrer.
Heinrich Rohrer (6 juin 1933 à Buchs, Suisse, et mort le 16 mai 2013) est un physicien suisse. Il est colauréat avec Gerd Binnig d'une moitié du prix Nobel de physique de 1986.

## Biographie
Il naît dans le canton de Saint-Gall peu après sa sœur jumelle. Ses parents déménagent à Zurich en 1949. Il effectue ses études supérieures à l'École polytechnique fédérale de Zurich à partir de 1951 où il a comme professeur, entre autres, Wolfgang Pauli,. Sa thèse de doctorat porte sur la modification de longueur d'un supraconducteur lors de la transition vers l'état supraconducteur induite par un champ magnétique, un projet débuté par Jörgen Lykke Olsen. Ses études sont interrompues par son service dans l'armée suisse...
En 1961 il se marie avec Rose-Marie Egger, pour leur lune de miel ils voyagent aux États-Unis. Pendant ce voyage il travaille sur la conductivité thermique des supraconducteurs de type II avec Bernie Serin de l'Université Rutgers dans le New Jersey. Rohrer rejoint le laboratoire de recherche d'IBM à Rüschlikon en 1963 sous la direction d'Ambros Speiser. En 1974, il prend une année sabbatique pour étudier la résonance magnétique nucléaire avec Vince Jaccarino et Alan King. Gerd Binnig rejoint le laboratoire IBM en 1978, ensemble ils mettent au point le microscope à effet tunnel. Rohrer et Gerd Binnig sont colauréats d'une moitié du prix Nobel de physique de 1986 (l'autre moitié a été remise à Ernst Ruska) pour leur conception du microscope à effet tunnel,. Rohrer reçoit également la médaille Elliott Cresson.
Heinrich Rohrer quitte IBM en 1997 pour travailler ensuite au Conseil supérieur de la recherche scientifique (CSIC) en Espagne et au RIKEN au Japon.

## Honneur
L'astéroïde (215868) Rohrer porte son nom.